# Fusu
Fusu je bil najstarejši sin in dedič Čin Ši Huanga, prvega cesarja dinastije Čin, * ni znano, † 210 pr. n. št.

## Življenje
Čin Ši Huanga sta  med iskanjem eliksirja večnega življenja dva alkimista prevarala, nakar je prvi cesar menda ukazal, da se v prestolnici pokoplje več kot 460 živih učenjakov. Vej Hong je v svojem poročilu v 2. stoletju k njim figurativno dodal še 700 učenjakov. Cesarjev sin Fusu je menil, da je na novo združena kitajska država nestabilna in ranljiva, zato je takšen ukrep  proti zagovornikom Konfucija neprimeren in preoster. Oče se zaradi njegovega mnenja ni premislil, sina pa je poslal stražit mejo, kjer je bil nameščen general Meng Tjan. Straženje meje je de facto pomenilo  izgnanstvo. 
Po smrti prvega cesarja je Fusujev najmlajši brat Huhaj skupaj z visokima uradnikoma Džao Gaom in Li Sijem ponaredil očetov odlok o preimenovanju Huhaija v naslednika in ukaz Fusiju, naj stori samomor. Nekateri Fusujevi pomočniki, vključno z Meng Tjanom, so dvomili o verodostojnosti odloka. Fusu bodisi ni verjel, da bi si nekdo upal ponarediti odlok, ali pa se je z dobrim razlogom bal, da ga bodo vseeno ubili, in je storil samomor. 

## Zapuščina
Po Zapisih velikega zgodovinarja je imel Fusu sina Dzijinga, ki je bil ustoličen potem, ko je Džao Gao leta 207 pr. n. št. prisilil Huhaja v samomor. Do takrat je Džao Gao že odstranil Li Sija, njega pa je kmalu po prihodu na oblast ubil Dzijing. 
O tem, kakšen je v resnici Dzijingov odnos do kraljeve družine Čin, ni popolnega soglasja. Nekateri znanstveniki, med njimi profesor Vang Ličun, so poudarili, da je bil Fusujev sin morda premlad, da bi načrtoval Džao Gaovo uničenje. V zaroto bi lahko bila vključena druga dva Dzijingova sinova, ki sta bila dovolj stara. Fusu je umrl verjeto v svojih tridesetih letih. 
Fusu se včasih pojavlja kot bog vrat v kitajskih in daoističnih templjih, običajno v paru z Meng Tjanom. 

## Sklic
1. ↑  (於是使御史悉案问诸生，诸生传相告引，乃自除犯禁者四百六十馀人，皆阬之咸阳，使天下知之，以惩後。益发谪徙边。始皇长子扶苏谏曰：「天下初定，远方黔首未集，诸生皆诵法孔子，今上皆重法绳之，臣恐天下不安。唯上察之。」) Shiji vol. 6.
2. ↑  Sima Qian. Dawson, Raymond Stanley. Brashier, K. E. [2007] (2007). The First Emperor: Selections from the Historical Records. Oxford University Press. ISBN 0-19-922634-2, ISBN 978-0-19-922634-4. str. 15 - 20, 82, 99.

## Vir
- Sima Čjan. Zapisi velikega zgodovinarja (Šidži).

| FusuRodbina Jing Umrl: 210 pr. n. št. |                        |                                            |
| Častni nazivi                         |                        |                                            |
| Predhodnik: nihče                     | Kronski princ Kitajske | NezasedenoNaslednji nosilec nazivaLiu Jing |